# Liste der Bürgermeister von Steyr
Liste der Bürgermeister der oberösterreichischen Stadt Steyr. Berücksichtigt sind nur Bürgermeister der Stadt Steyr selbst, nicht aber der eingemeindeten ehemals selbständigen Gemeinden (Jägerberg, Gleink, Münichholz).

## Bürgermeister imKaisertum Österreichund in derk.u.k. Monarchie
- 1851–1859 Anton Gaffl
- 1859–1860 Anton Materleitner
- 1860–1864 Anton Haller
- 1864–1865 Jakob Kompaß
- 1865–1873 Josef Pöltl
- 1873–1879 Moriz Crammer
- 1879–1888 Georg Pointner
- 1888–1894 Johann Berger, liberal
- 1894–1902 Johann Redl, deutschnational
- 1902–1907 Viktor Stigler, deutschnational
- 1907–1911 Franz Lang, deutschnational
- 1911–1912 Gustav Stalzer, deutschnational
- 1912–1919 Julius Gschaider, deutschnational

## Bürgermeister in derErsten Republik
- 1912–1919 Julius Gschaider, deutschnational
- 1919–1926 Josef Wokral, SDAPDÖ
- 1926–1934 Franz Sichlrader, SDAPDÖ

## Bürgermeister imBundesstaat Österreich
- 1934–1938 Josef Walk, CS

## Bürgermeister in derZeit des Nationalsozialismus
- 1939–1945 Hans Ransmayr, NSDAP

## Bürgermeister in derZweiten Republik
- 6. Mai – 25. November 1945 Franz Prokesch, parteilos
- 25. November 1945–1961 Leopold Steinbrecher, SPÖ
- 1961–1974 Josef Fellinger, SPÖ
- 1974–1984 Franz Weiss, SPÖ
- 1984–1991 Heinrich Schwarz, SPÖ
- 1991–2001 Hermann Leithenmayr, SPÖ
- 2001–2009 David Forstenlechner, SPÖ
- 2009–2021 Gerald Hackl, SPÖ
- Seit 2021     Markus Vogl, SPÖ